# Чанюф
Чанюф (на немски: Tschanüff) е полуразрушен замък край село Рамош в Граубюнден, източна Швейцария. Построен е през 12 век и е най-големият замък в долната част на долината Енгадин след замъка Тарасп. Чанюф е паметник на културата с национално значение.